# Lygistorrhina
Lygistorrhina is een muggengeslacht uit de familie van de Keroplatidae.

## Soorten
- Lygistorrhina alexi
- Lygistorrhina asiatica
- Lygistorrhina austroafricana
- Lygistorrhina borkenti
- Lygistorrhina brasiliensis Edwards, 1932
- Lygistorrhina carayoni Matile, 1986
- † Lygistorrhina caribbiana
- Lygistorrhina chaoi Papp, 2002
- Lygistorrhina cinciticornis Edwards, 1926
- Lygistorrhina edwardsi
- Lygistorrhina edwardsina Grimaldi & Blagoderov, 2001
- Lygistorrhina fijiensis Evenhuis, 2008
- Lygistorrhina hamoni Matile, 1996
- Lygistorrhina insignis Skuse, 1890
- Lygistorrhina legrandi Matile, 1990
- Lygistorrhina magna Matile, 1990
- Lygistorrhina nassreddineri Matile, 1979
- Lygistorrhina pentafida Papp, 2005
- Lygistorrhina pictipennis Okada, 1937
- Lygistorrhina sanctaecatharinae Thompson, 1975[1]
- Ondergeslacht Lygistorrhina (Probolaeus) Williston, 1896
  - Lygistorrhina barrettoi Lane, 1947
  - Lygistorrhina cerqueirai Lane, 1958
  - Lygistorrhina conica Blagoderov & Pollet, 2020
  - Lygistorrhina maculipennis Blagoderov & Pollet, 2020
  - Lygistorrhina mitarakensis Blagoderov & Pollet, 2020
  - Lygistorrhina singularis Williston, 1896
    - = Probolaeus singularis Williston, 1896

  - Lygistorrhina urichi Edwards, 1912